# PFCシュルタン・グザル
PFCシュルタン・グザル (英語: Professional Football Club Sho'rtan G'uzor、ウズベク語: PFC Sho'rtan G'uzor / Пфк Шуртан Ғузoр、ロシア語: Пфк Шуртан Гузар) はウズベキスタン・カシュカダリヤ州のグザルを本拠地とするプロサッカークラブである。キリル文字表記に従って「PFKシュルタン・グザル」と表記されることもある。現在1部リーグであるウズベク・リーグに参加している。

## クラブ名称
クラブ名の「シュルタン」はテュルク語で「権力者」を意味するスルタンが転訛したものであり、現在のクラブスポンサーであるシュルタンガス化学 (Shurtan Gas Chemical Complex) の名前に由来している。

## 歴史
1994年に設立された。しばらくはウズベク・リーグ2部で戦っていたが、2004年に2部リーグで優勝し1部昇格を果たした。2010年、シュルタンはウズベク・リーグで4位、ウズベキスタン・カップで準優勝と過去最高の成績を挙げる。準々決勝でパフタコールを、準決勝でロコモティフ・タシュケントを破り決勝に進出した。決勝ではFCブニョドコルに0-1で敗れクラブ初のタイトル獲得はならなかった。
この成績により、シュルタンは2011年に初の国際大会であるAFCカップに参加した。グループリーグを2位で勝ち抜いて決勝トーナメントに進出したものの、決勝トーナメント1回戦でヨルダンのアル・ワフダに1-2で敗れ大会を去ることになった。

## スタッフ
| 役職     | 氏名             |
| -------- | ---------------- |
| 監督     | エドガー・ゲス   |
| コーチ   | Vitaliy Legay    |
| コーチ   | Ikhtiyor Karimov |
| コーチ   | Oleg Tyulkin     |
| GKコーチ | Erkin Mirzaev    |

## 歴代監督
| 期間      | 監督                 |
| --------- | -------------------- |
| 2008      | Bakhrom Khakimov     |
| 2008      | Viktor Pasulko       |
| 2009      | Usmon Toshev         |
| 2009–2011 | エドガー・ゲス       |
| 2011      | Tachmurad Agamuradov |
| 2011–2012 | Igor Kriushenko      |
| 2012–     | エドガー・ゲス       |

## 歴代所属選手
- ギオルギ・メグレラーゼ 2009–2010, 2012-
- イーゴリ・タラン 2009-
- アスラール・アリクロフ 2009-

## 過去の成績

### 国内大会
- ウズベク・リーグ
  - 2010: 4位
- ウズベキスタン・カップ
  - 準優勝 (1): 2010

### 国際大会
- AFCカップ: 1回出場
  - 2011: ベスト16